# Kembang Seri (Pinoraya)
Kembang Seri is een bestuurslaag in het regentschap Bengkulu Selatan van de provincie Bengkulu, Indonesië. Kembang Seri telt 799 inwoners (volkstelling 2010).